# Jort van der Sande
Jort van der Sande ('s-Hertogenbosch, 25 januari 1996) is een Bonairiaans-Nederlands voetballer die doorgaans als aanvaller speelt. Hij verruilde NAC Breda in augustus 2023 transfervrij voor ADO Den Haag. Van der Sande debuteerde in 2023 in het Bonairiaans voetbalelftal.

## Loopbaan
Van der Sande werd op zijn tiende opgenomen in de jeugdopleiding van FC Den Bosch. Hij maakte op 15 augustus 2014 zijn debuut in het eerste elftal, in een competitiewedstrijd tegen VVV-Venlo (2-0 winst). In de blessuretijd kwam hij in het veld voor Edoardo Ceria. Van der Sande kan ook uit de voeten als linksbuiten. Zijn eerste doelpunt voor de club maakte hij op 6 februari 2015, uit bij RKC Waalwijk (0-3). Van der Sande nam in de eerste wedstrijd onder leiding van René van Eck, na een assist van Alexander Mols, de 0-3 voor zijn rekening. Van der Sande verlengde in maart 2017 zijn contract bij FC Den Bosch tot de zomer van 2019.

## Clubstatistieken
| Seizoen                   | Club           | Competitie     | Competitie | Competitie | Beker | Beker | Totaal | Totaal |
| Seizoen                   | Club           | Competitie     | Wed.       | Dlp.       | Wed.  | Dlp.  | Wed.   | Dlp.   |
| ------------------------- | -------------- | -------------- | ---------- | ---------- | ----- | ----- | ------ | ------ |
| 2014/15                   | FC Den Bosch   | Eerste divisie | 20         | 4          | 0     | 0     | 20     | 4      |
| 2015/16                   | FC Den Bosch   | Eerste divisie | 5          | 1          | 0     | 0     | 5      | 1      |
| 2016/17                   | FC Den Bosch   | Eerste divisie | 22         | 4          | 0     | 0     | 22     | 4      |
| 2017/18                   | FC Den Bosch   | Eerste divisie | 35         | 8          | 2     | 0     | 37     | 8      |
| 2018/19                   | FC Den Bosch   | Eerste divisie | 21         | 3          | 0     | 0     | 21     | 3      |
| 2019/20                   | FC Eindhoven   | Eerste divisie | 10         | 0          | 2     | 1     | 12     | 1      |
| 2020/21                   | FC Eindhoven   | Eerste divisie | 37         | 8          | 0     | 0     | 37     | 8      |
| 2021/22                   | FC Eindhoven   | Eerste divisie | 34         | 13         | 0     | 0     | 34     | 13     |
| 2022/23                   | NAC Breda      | Eerste divisie | 33         | 13         | 2     | 0     | 35     | 13     |
| 2023/24                   | ADO Den Haag   | Eerste divisie | 34         | 11         | 4     | 2     | 38     | 13     |
| Carrièretotaal            | Carrièretotaal | Carrièretotaal | 227        | 57         | 6     | 1     | 227    | 55     |
| Bijgewerkt op 11 mei 2024 |                |                |            |            |       |       |        |        |

## Interlandcarrieré
Jort van der Sande werd voor de wedstrijd tegen Anguilla op 3 december 2023 in deze wedstrijd maakte hij ook zijn debuut voor dit elftal als basisspeler. 